# 清洲橋
35°40′57″N 139°47′30″E / 35.68248°N 139.79176°E
清洲橋
清洲橋（日语：きよすばし）是隅田川上的橋，屬於東京都道474號濱町北砂町線（清洲橋通）。西岸為中央區日本橋中洲，東岸為江東區清澄一丁目。「清洲」這個名稱來自於公共募集，由建設當時兩岸的深川區清住町與日本橋區中洲町組成。

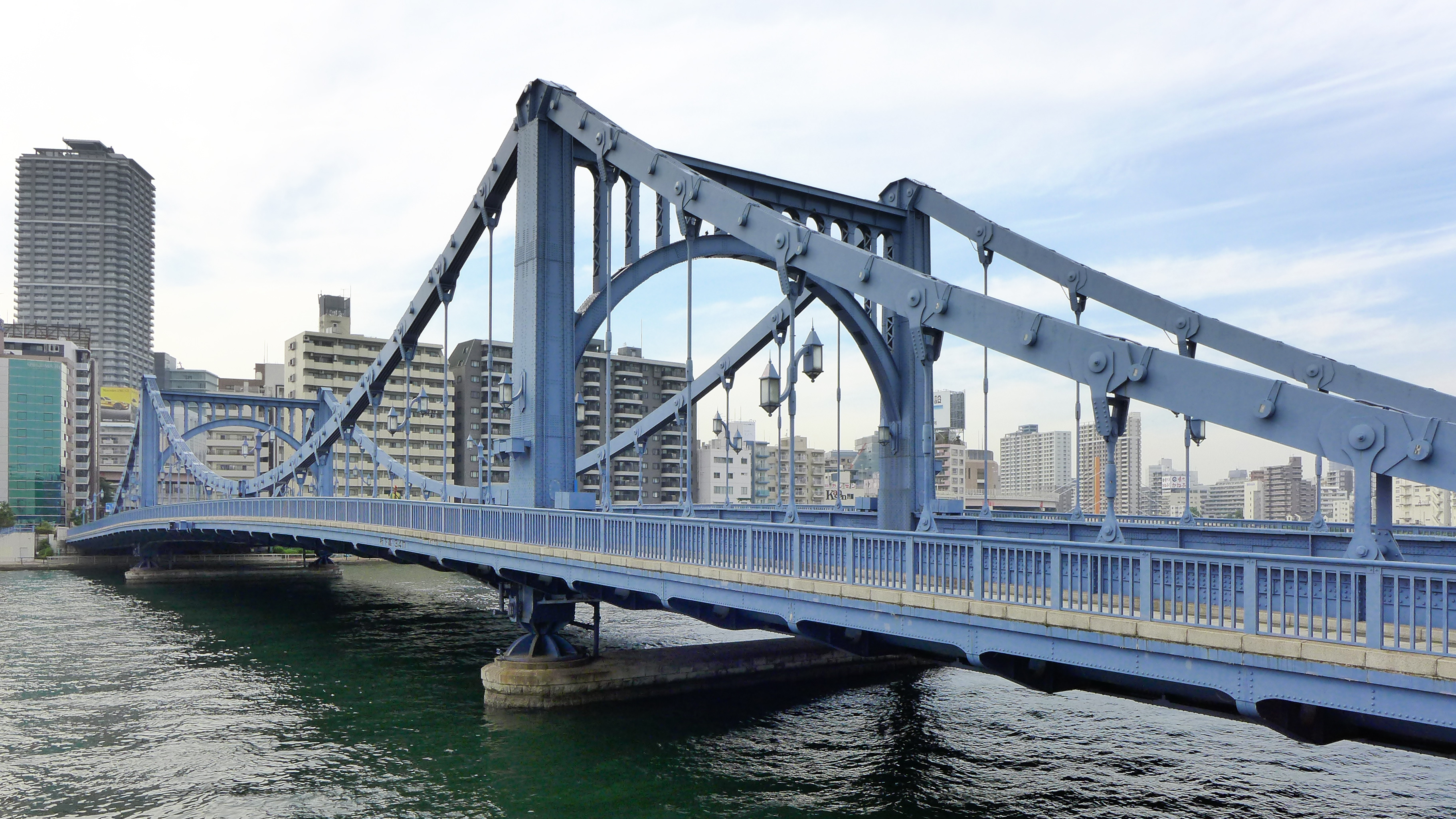
東京都江東區方向

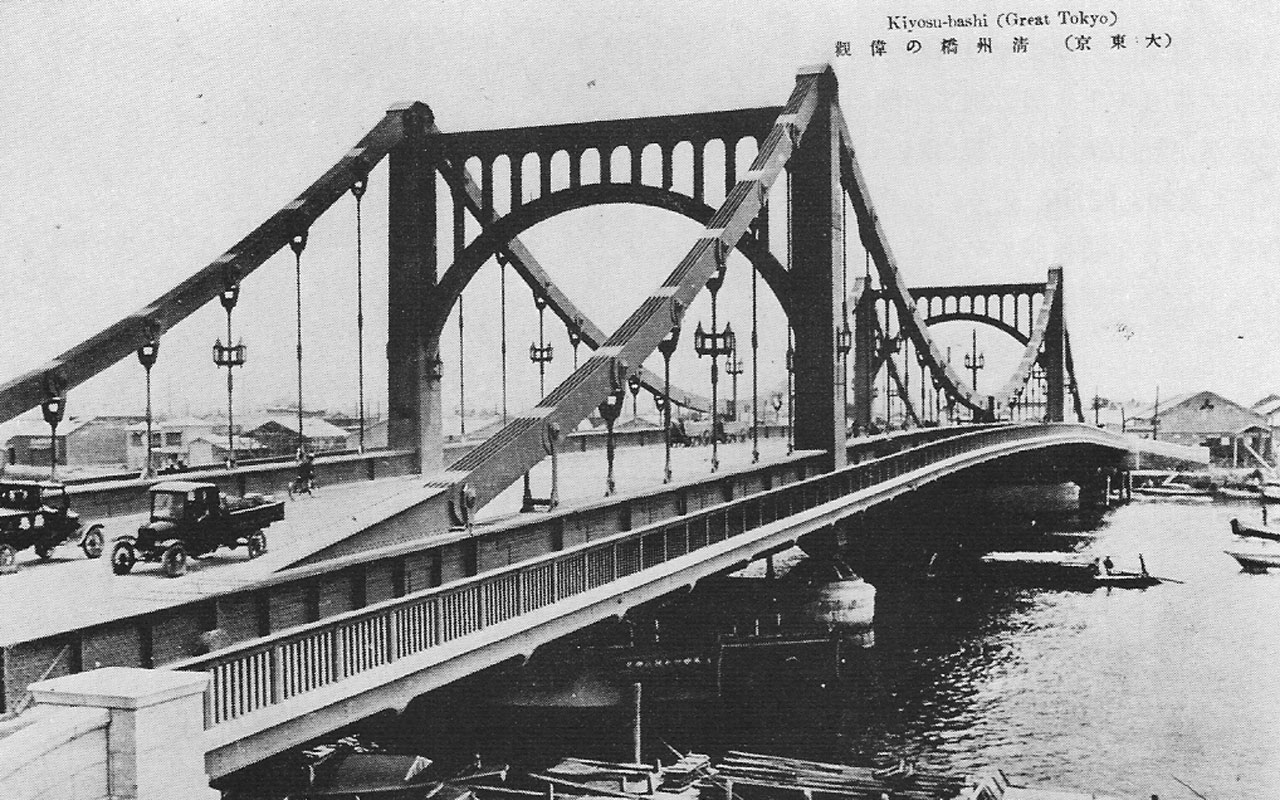
竣工時的清洲橋

作為關東大地震震災復興事業的一部分，與永代橋一同規劃。與被稱為「帝都東京之門」永代橋相對，被稱為「震災復興之華」，並以其優美的設計著稱。模仿的對象是被稱為「世界最美之橋」的德國科隆道伊澤爾大吊橋（該橋於第二次世界大戰遭破壞後進行重建，現在並非吊橋）。使用了當時仍在研究中的低錳鋼，盡可能減小鋼材的斷面。
在此地原本設置了「中州の渡し」渡船場。
2000年（平成12年）與永代橋一同被土木學會選入「第一回土木学会選奨土木遺産」。
2007年（平成19年）6月18日，與勝鬨橋・永代橋一同被指定為重要文化財（建造物），為都道府縣道路橋首次。
點燈工程完成後，2020年（令和2年）8月1日開始與其他隅田川橋樑進行夜間點燈。

## 橋樑概要

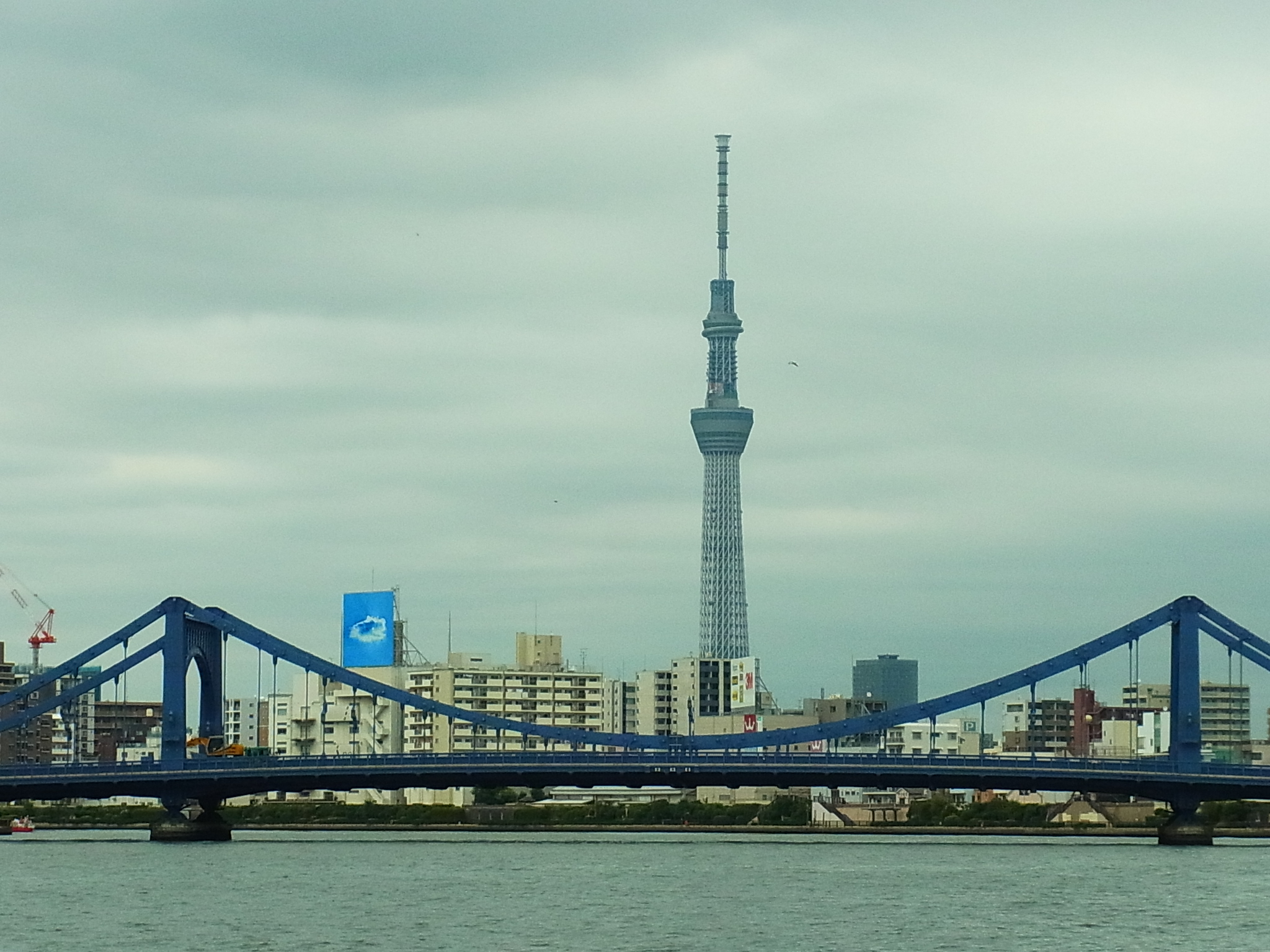
下流側所見清洲橋與東京晴空塔

- 構造形式 - 自碇式鋼鉄製吊橋
- 橋長 186.3m
- 幅員 22.0m
- 啟建 大正14年3月
- 竣工 昭和3年3月
- 施工單位 東京市復興局
- 設計 鈴木精一
- 橋桁製作 神戶川崎造船所

## 附近橋樑
- 隅田川

（上流） - 兩國大橋 - 新大橋 - 清洲橋 - 隅田川大橋 - 永代橋 - （下流）

## 腳註

### 出典
1. ↑  . 江東区.   [2020-08-12]. （原始内容存档于2021-05-13）.
2. ↑  . 文化庁.   [2020-08-12]. （原始内容存档于2019-12-23）.
3. ↑  . 東京都.   [2020-08-12]. （原始内容存档于2020-11-01）.

## 外部連結
- 日本一のモダーン橋・清洲橋の朝 （页面存档备份，存于）『大東京写真帖』1930年